# Veľká Lehota
Veľká Lehota (allemand : Großhau, hongrois : Nagyülés) est un village de Slovaquie situé dans la région de Banská Bystrica.

## Histoire
Première mention écrite du village en 1355.

## Démographie

### Évolution de la population
| Année:               | 1994. | 2004.   | 2014.   | 2024.    |
| -------------------- | ----- | ------- | ------- | -------- |
| Nombre de personnes: | 1296  | 1253    | 1139    | 1009     |
| Différence:          |       | -3,31 % | -9,09 % | -11,41 % |

| Année:               | 2023. | 2024.   |
| -------------------- | ----- | ------- |
| Nombre de personnes: | 1018  | 1009    |
| Différence:          |       | -0,88 % |